# Montegabbione
Montegabbione est une commune italienne de la province de Terni, dans la région Ombrie.

## Communes limitrophes
Fabro, Ficulle, Monteleone d'Orvieto, Parrano, Piegaro, San Venanzo.